# كوبالت في علم الأحياء

يوجد معظم الكوبالت في فيتامين بي 12 عند البشر. تظهر ذرة الكوبالت في المركز في هذا الرسم التخطيطي.

الكوبالت في جميع الكائنات الحية هو عنصر أساسي في جميع عمليات الأيض.هو المكون الرئيسي  للكوبالامين، والمعروف أيضًا بفيتامين بي 12، الذي يعتبر الخازن الرئيسي للكوبالت كعنصر ضئيل. تقوم البكتيريا الموجودة في معدة الحيوانات المجترة بتحويل أملاح الكوبالت إلى فيتامين بي 12، والذي لا يمكن انتاجه إلا عن طريق البكتيريا أو العتائق. هناك تواجد ضئيل من الكوبالت في التربة مما يحسن صحة حيوانات الرعي بشكل ملحوظ، كما أنه يوصى بتناول ٠.٢٠ مجم / كجم من لحوم هذه الحيوانات يوميًا لعدم وجود مصدر آخر لفيتامين بي 12.
البروتينات التي تعتمد على الكوبالامين تستخدم مركب الكورين لإمساك الكوبالت. مما يميز فيتامين بي 12 كمساعد أنزيم هو وجود الرابطة C-Co النشطة التي تشارك في التفاعلات.
```
في البشر، يحتوي بي 12على نوعين من 
الربيطة
 الألكيلية: الميثيل والأدينوسيل. 
ميثيل الكوبالامين
 يساعد على نقل 
مجموعةالميثيل
 (−CH3). بينما يحفز أدينوسيل كوبالامين إعادة الترتيب التي يتم فيها نقل ذرة الهيدروجين مباشرة بين ذرتين متجاورتين مع التبادل المصاحب للبديل الثاني، س، والذي قد يكون ذرة كربون مع بدائل ، ذرة أكسجين من كحول، أو أمين. 
الأنزيم
 ميثيل مالونيل مساعد أنزيم أ ميوتيز يحول MMl-CoA إلى Su-CoA، وهي خطوة مهمة في الحصول على الطاقة من البروتينات والدهون.
[
4
]
```

بالإضافة إلى بي 12هناك بروتينات كوبالتية مختلفة، بالرغم من أنها أقل شيوعاً من البروتينات الفلزية الأخرى (مثل تلك الخاصة بالحديد والزنك)، أحد هذه البروتينات ميثيونين أمينوببتيداز ٢، وهو إنزيم يحدث في البشر والثدييات الأخرى التي لا تستخدم حلقة الكورين الموجودة في بي 12، ولكنها تربط الكوبالت مباشرة. إنزيم الكوبالت الآخر غير الكوري هو نيتريل هيدراتاز، وهو إنزيم في البكتيريا يقوم بعمليات الأيض الخاصة بالنتريل.

## نقص كوبالت
في البشر، تناول فيتامين بي 12 المحتوي على الكوبالت يلبي جميع احتياجات الأنسان من الكوبالت. بالنسبة للماشية والأغنام، فهي تلبي احتياجاتها من فيتامين بي 12 عن طريق تخليق البكتيريا الموجودة في المعدة الأولى (الكرش لدا الحيوانات المجترة)، هناك وظيفة للكوبالت غير العضوي. في أوائل القرن العشرين، أثناء تطوير الزراعة في هضبة الجزيرة الشمالية البركانية لنيوزيلندا، عانت الماشية مما أطلق عليه "مرض الأدغال". تم اكتشاف أن التربة البركانية تفتقر إلى أملاح الكوبالت الضرورية لسلسلة غذاء الماشية.  وُجد أن "مرض الساحل" الذي يصيب الأغنام في صحراء التسعين ميلا في جنوب شرق جنوب أستراليا في ثلاثينيات القرن العشرين نشأ عن نقص التغذية في العناصر الضئيلة (عنصر شحيح) من الكوبالت والنحاس. تم التغلب على نقص الكوبالت من خلال تطوير "طلقات الكوبالت"، وهي حبيبات كثيفة من أكسيد الكوبالت ممزوج بالطين يُعطى عن طريق الفم لإيوائه في كرش الحيوان.

## أنظر أيضًا
- نقص فيتامين بي 12
- سوء التغذية
- تركيبة جسم الإنسان